# Liste des œuvres d'art de la Moselle
Cet article vise à recenser les œuvres d'art dans l'espace public dans la Moselle, en France.

## Liste

### Sculptures
| Œuvre                              | Auteur                 | Commune         | Localisation                                   | Notes | Installation | Coordonnées                      | Illustration                      |
| ---------------------------------- | ---------------------- | --------------- | ---------------------------------------------- | --- | ------------ | -------------------------------- | --------------------------------- |
| Sans titre                         | À déterminer           | Amnéville       | À déterminer                                   | | À déterminer | à géolocaliser                   | Sans titre                        |
| Statue de Jeanne d'Arc             | À déterminer           | Ars-sur-Moselle | À déterminer                                   | Représente Jeanne d'Arc. | À déterminer | à géolocaliser                   | Statue de Jeanne d'Arc            |
| Statue de Vincent de Paul          | À déterminer           | Bouzonville     | À déterminer                                   | Représente Vincent de Paul. | À déterminer | à géolocaliser                   | Statue de Vincent de Paul         |
| Statue de Jeanne d'Arc             | À déterminer           | Carling         | À déterminer                                   | Représente Jeanne d'Arc. | À déterminer | à géolocaliser                   | Statue de Jeanne d'Arc            |
| Le monument des mineurs            | L.R. Muller            | Forbach         | Entre l'hôtel de ville et le Château Barrabino | | 1982         | 49° 11′ 10″ nord, 6° 53′ 42″ est | Le monument des mineurs           |
| Statue équestre de La Fayette,     | Claude Goutin          | Metz            | Dans le jardin Boufflers                       | Représente Gilbert du Motier de La Fayette. L'originale réalisée en 1920 par Paul Wayland Bartlett est détruite par les autorités allemandes pendant l'annexion. | 2004         | 49° 07′ 03″ nord, 6° 10′ 11″ est | Statue équestre de La Fayette     |
| Statue du maréchal Michel Ney,     | Charles Pêtre          | Metz            | Promenade de l'esplanade                       | Représente Michel Ney. | 1860         | 49° 06′ 56″ nord, 6° 10′ 17″ est | Statue du maréchal Michel Ney     |
| Statue du maréchal Abraham Fabert, | Antoine Étex           | Metz            | Sur la place d'Armes                           | Représente Abraham Fabert. | 1840         | 49° 07′ 12″ nord, 6° 10′ 35″ est | Statue du maréchal Abraham Fabert |
| Statue du général Georges Mouton   | À déterminer           | Phalsbourg      | À déterminer                                   | Représente Georges Mouton. | À déterminer | 48° 46′ 01″ nord, 7° 15′ 32″ est | Statue du général Georges Mouton  |
| Statue du général Charles Mangin   | À déterminer           | Sarrebourg      | À déterminer                                   | Représente Charles Mangin. | À déterminer | à géolocaliser                   | Statue du général Charles Mangin  |
| La Flamme de l'Europe              | Jean-Yves Lechevallier | Scy-Chazelles   | Maison Robert Schuman                          | | 1977         | 49° 06′ 50″ nord, 6° 06′ 58″ est | Image manquante                   |
| Sans titre                         | À déterminer           | Thionville      | À déterminer                                   | | À déterminer | à géolocaliser                   | Sans titre                        |
| Statue de saint Michel             | À déterminer           | Uckange         | À déterminer                                   | | À déterminer | à géolocaliser                   | Statue de saint Michel            |

### Monuments aux morts
| Œuvre                                                | Auteur       | Commune                   | Localisation                 | Notes                                                                 | Installation | Coordonnées    | Illustration                                         |
| ---------------------------------------------------- | ------------ | ------------------------- | ---------------------------- | --------------------------------------------------------------------- | ------------ | -------------- | ---------------------------------------------------- |
| Monument aux morts                                   | À déterminer | Brouderdorff              | À déterminer                 |                                                                       | À déterminer | à géolocaliser | Monument aux morts                                   |
| Statue de Jeanne d'Arc (monument aux morts)          | À déterminer | Brouviller                | À déterminer                 | Représente Jeanne d'Arc.                                              | À déterminer | à géolocaliser | Statue de Jeanne d'Arc (monument aux morts)          |
| Statue de Jeanne d'Arc (monument aux morts)          | À déterminer | Carling                   | À déterminer                 | Représente Jeanne d'Arc.                                              | À déterminer | à géolocaliser | Statue de Jeanne d'Arc (monument aux morts)          |
| Monument aux morts                                   | À déterminer | Courcelles-Chaussy        | À déterminer                 |                                                                       | À déterminer | à géolocaliser | Monument aux morts                                   |
| Monument aux morts                                   | À déterminer | Haut-Clocher              | À déterminer                 |                                                                       | À déterminer | à géolocaliser | Monument aux morts                                   |
| Statue de Jeanne d'Arc (monument aux morts)          | À déterminer | Inglange                  | À déterminer                 | Représente Jeanne d'Arc.                                              | À déterminer | à géolocaliser | Statue de Jeanne d'Arc (monument aux morts)          |
| Monument aux morts                                   | À déterminer | Lambach                   | À déterminer                 |                                                                       | À déterminer | à géolocaliser | Monument aux morts                                   |
| Statue de Jeanne d'Arc (monument aux morts)          | À déterminer | Lemoncourt                | À déterminer                 | Représente Jeanne d'Arc.                                              | À déterminer | à géolocaliser | Statue de Jeanne d'Arc (monument aux morts)          |
| Monument aux morts de 14-18                          | À déterminer | Maizières-lès-Metz        | Sur la place des Déportés    |                                                                       | À déterminer | à géolocaliser | Monument aux morts de 14-18                          |
| Monument aux morts de 39-45                          | À déterminer | Maizières-lès-Metz        | Rue du 4 septembre           |                                                                       | À déterminer | à géolocaliser | Monument aux morts de 39-45                          |
| Monument aux morts de 14-18                          | À déterminer | Metz                      | À déterminer                 | Également appelé Au poilu liberateur.                                 | À déterminer | à géolocaliser | Monument aux morts de 14-18                          |
| Aux Morts de la Guerre (d)                           | À déterminer | Metz                      | À déterminer                 |                                                                       | À déterminer | à géolocaliser | Aux Morts de la Guerre (d)                           |
| Monument aux soldats de la 95e division d'infanterie | À déterminer | Metz                      | À déterminer                 | Commémore les soldats de la 95e division d'infanterie des États-Unis. | À déterminer | à géolocaliser | Monument aux soldats de la 95e division d'infanterie |
| Monument aux morts                                   | À déterminer | Metzervisse               | À déterminer                 |                                                                       | À déterminer | à géolocaliser | Monument aux morts                                   |
| Statue de Jeanne d'Arc (monument aux morts)          | Paul Aubert  | Obervisse                 | Devant l'église Saint-Hubert | Représente Jeanne d'Arc.                                              | À déterminer | à géolocaliser | Statue de Jeanne d'Arc (monument aux morts)          |
| Monument aux morts                                   | À déterminer | Saint-Jean-de-Bassel      | À déterminer                 |                                                                       | À déterminer | à géolocaliser | Monument aux morts                                   |
| Statue de Jeanne d'Arc (monument aux morts)          | À déterminer | Servigny-lès-Sainte-Barbe | À déterminer                 | Représente Jeanne d'Arc.                                              | À déterminer | à géolocaliser | Statue de Jeanne d'Arc (monument aux morts)          |
| Monument aux morts                                   | À déterminer | Spicheren                 | À déterminer                 |                                                                       | À déterminer | à géolocaliser | Monument aux morts                                   |
| Monument aux morts                                   | À déterminer | Varsberg                  | À déterminer                 |                                                                       | À déterminer | à géolocaliser | Monument aux morts                                   |

### Fontaines
| Œuvre | Auteur | Commune | Localisation | Notes | Installation | Coordonnées | Illustration |
| ----- | ------ | ------- | ------------ | ----- | ------------ | ----------- | ------------ |

### Œuvres disparues ou retirées
| Œuvre                      | Auteur              | Commune | Localisation                 | Notes | Installation | Coordonnées    | Illustration    |
| -------------------------- | ------------------- | ------- | ---------------------------- | --- | ------------ | -------------- | --------------- |
| Monument à Paul Déroulède, | Ernest Henri Dubois | Metz    | Sur la place Raymond-Mondon  | Représentait Paul Déroulède. Détruit par les autorités allemandes pendant l'annexion. Les deux statues de fillettes représentant l'Alsace et la Lorraine sont retrouvées à Paris en 1950, dans le lots des œuvres d'art rapatriées d'Allemagne. | 1921         | à géolocaliser | Image manquante |
| La Délivrance              | Edgar Brandt        | Metz    | Derrière la porte Serpenoise | Également appelé L'Aigle allemand abattu. Détruit par les autorités allemandes pendant l'annexion. | 1924         | à géolocaliser | Image manquante |